# 14e étape du Tour de France 1994
Pour un article plus général, voir Tour de France 1994.
La 14e étape du Tour de France 1994 a lieu le 17 juillet 1994 entre les villes de Castres et de Montpellier sur une distance de 202 km. Elle est remportée par Rolf Sørensen.

## Parcours
Partant de Castres, dans le Tarn, les coureurs prennent la direction du littoral méditerranéen en traversant tout d'abord les monts de Lacaune. Ainsi, dès le début de l'étape, ils doivent escalader la côte de Lafontasse, classée en 2e catégorie, qui n'avait plus été empruntée par le Tour de France depuis 1972, enchaînée avec la côte de Combespinasse (3e catégorie). Passé le col de Fontfroide (972m), le parcours descend vers les plaines littorales du département de l'Hérault, avec néanmoins deux autres côtes répertoriées en 4e catégorie sur cette seconde partie d'étape. Deux sprints intermédiaires sont disputés, à Colombières-sur-Orb et Aniane, avant l'arrivée à Montpellier.

## La course
L'étape est disputée sous des températures caniculaires, et 18 coureurs, malades, sont contraints à l'abandon. Ainsi, Gianni Bugno ne prend pas le départ, alors que le champion de France Jacky Durand et Pavel Tonkov, onzième du classement général, quittent la course durant l'étape. Dans la traversée des monts de Lacaune, un groupe de dix-neuf coureurs s'échappe, mais la présence parmi eux de Marco Pantani fait réagir le peloton, emmené par l'équipe Banesto de Miguel Indurain.
Menacée par le retour du peloton, l'échappée se disloque dans l'ascension vers le col de Fontfroide : Massimo Ghirotto, Pascal Hervé, Rolf Jaermann, Rolf Sørensen et Neil Stephens partent à l'avant, alors que le reste de l'échappée est reprise. Le groupe de cinq, peu dangereux au classement général (le mieux classé, Hervé, est à plus de 22 minutes d'Indurain), prend alors du champ, jusqu'à compter 11 minutes d'avance. À 20 kilomètres de l'arrivée, Neil Stephens attaque ses compagnons d'échappée, suivi de Sørensen. Ce dernier ayant un coéquipier, Jaermann, parmi les trois coureurs piégés, c'est Stephens qui assure la majeure partie des relais. Les deux coureurs arrivent ensemble pour se disputer la victoire, et Sørensen l'emporte au sprint. Porteur du maillot jaune lors de l'édition 1991, il remporte ainsi sa première victoire d'étape sur le Tour de France, vexé par les succès de ses compatriotes Bo Hamburger et Bjarne Riis plus tôt dans l'épreuve.

## Classement de l'étape
| Classement de la 14e étape | Classement de la 14e étape | Classement de la 14e étape | Classement de la 14e étape | Classement de la 14e étape |
|                            | Coureur                    | Pays                       | Équipe                     | Temps                      |
| -------------------------- | -------------------------- | -------------------------- | -------------------------- | -------------------------- |
| 1er                        | Rolf Sørensen              | Danemark                   | GB-MG Boys Maglificio      | en 5 h 11 min 4 s          |
| 2e                         | Neil Stephens              | Australie                  | ONCE                       | m.t.                       |
| 3e                         | Rolf Jaermann              | Suisse                     | GB-MG Boys Maglificio      | + 1 min 13 s               |
| 4e                         | Massimo Ghirotto           | Italie                     | ZG Mobili-Selle Italia     | + 1 min 13 s               |
| 5e                         | Pascal Hervé               | France                     | Festina-Lotus              | + 1 min 15 s               |
| 6e                         | Djamolidine Abdoujaparov   | Ouzbékistan                | Polti-Vaporetto            | + 5 min 56 s               |
| 7e                         | Ján Svorada                | Slovaquie                  | Lampre-Panaria             | + 5 min 56 s               |
| 8e                         | Silvio Martinello          | Italie                     | Mercatone Uno-Medeghini    | + 5 min 56 s               |
| 9e                         | Marc Sergeant              | Belgique                   | Novemail-Histor            | + 5 min 56 s               |
| 10e                        | Emmanuel Magnien           | France                     | Castorama                  | + 5 min 56 s               |
| modifier                   |                            |                            |                            |                            |

## Classement général
| Classement général après la 14e étape | Classement général après la 14e étape | Classement général après la 14e étape | Classement général après la 14e étape | Classement général après la 14e étape |
|                                       | Coureur                               | Pays                                  | Équipe                                | Temps                                 |
| ------------------------------------- | ------------------------------------- | ------------------------------------- | ------------------------------------- | ------------------------------------- |
| 1er                                   | Miguel Indurain                       | Espagne                               | Banesto                               | en 68 h 35 min 36 s                   |
| 2e                                    | Richard Virenque                      | France                                | Festina-Lotus                         | + 7 min 56 s                          |
| 3e                                    | Armand de Las Cuevas                  | France                                | Castorama                             | + 8 min 2 s                           |
| 4e                                    | Luc Leblanc                           | France                                | Festina-Lotus                         | + 8 min 35 s                          |
| 5e                                    | Vladimir Poulnikov                    | Ukraine                               | Carrera-Tassoni                       | + 11 min 30 s                         |
| 6e                                    | Marco Pantani                         | Italie                                | Carrera-Tassoni                       | + 11 min 55 s                         |
| 7e                                    | Bjarne Riis                           | Danemark                              | Gewiss-Ballan                         | + 11 min 55 s                         |
| 8e                                    | Thomas Davy                           | France                                | Castorama                             | + 12 min 26 s                         |
| 9e                                    | Piotr Ugrumov                         | Lettonie                              | Gewiss-Ballan                         | + 13 min 37 s                         |
| 10e                                   | Abraham Olano                         | Espagne                               | Mapei-CLAS                            | + 14 min 5 s                          |
| modifier                              |                                       |                                       |                                       |                                       |

## Classements annexes

### Classement par points
| Classement par points | Classement par points    | Classement par points | Classement par points   | Classement par points |
| --------------------- | ------------------------ | --------------------- | ----------------------- | --------------------- |
|                       | Coureur                  | Pays                  | Équipe                  | Point(s)              |
| 1er                   | Djamolidine Abdoujaparov | Ouzbékistan           | Polti-Vaporetto         | 269 points            |
| 2e                    | Silvio Martinello        | Italie                | Mercatone Uno-Medeghini | 223 pts               |
| 3e                    | Ján Svorada              | Slovaquie             | Lampre-Panaria          | 191 pts               |
| modifier              |                          |                       |                         |                       |

### Classement du meilleur grimpeur
| Classement du meilleur grimpeur | Classement du meilleur grimpeur | Classement du meilleur grimpeur | Classement du meilleur grimpeur | Classement du meilleur grimpeur |
| ------------------------------- | ------------------------------- | ------------------------------- | ------------------------------- | ------------------------------- |
|                                 | Coureur                         | Pays                            | Équipe                          | Point(s)                        |
| 1er                             | Richard Virenque                | France                          | Festina-Lotus                   | 218 points                      |
| 2e                              | Peter De Clercq                 | Belgique                        | Lotto-Caldoi                    | 106 pts                         |
| 3e                              | Oscar Pelliccioli               | Italie                          | Polti-Vaporetto                 | 106 pts                         |
| modifier                        |                                 |                                 |                                 |                                 |

### Classement du meilleur jeune
| Classement général du meilleur jeune | Classement général du meilleur jeune | Classement général du meilleur jeune | Classement général du meilleur jeune | Classement général du meilleur jeune |
|                                      | Coureur                              | Pays                                 | Équipe                               | Temps                                |
| ------------------------------------ | ------------------------------------ | ------------------------------------ | ------------------------------------ | ------------------------------------ |
| 1er                                  | Richard Virenque                     | France                               | Festina-Lotus                        | en 68 h 43 min 32 s                  |
| 2e                                   | Marco Pantani                        | Italie                               | Carrera-Tassoni                      | + 3 min 59 s                         |
| 3e                                   | Abraham Olano                        | Espagne                              | Mapei-CLAS                           | + 6 min 9 s                          |
| modifier                             |                                      |                                      |                                      |                                      |

### Classement par équipes
| Classement par équipes | Classement par équipes | Classement par équipes | Classement par équipes |
|                        | Équipe                 | Pays                   | Temps                  |
| ---------------------- | ---------------------- | ---------------------- | ---------------------- |
| 1re                    | Festina-Lotus          | France                 | en 206 h 11 min 34 s   |
| 2e                     | Banesto                | Espagne                | + 7 min 19 s           |
| 3e                     | Mapei-CLAS             | Italie                 | + 10 min 30 s          |
| modifier               |                        |                        |                        |